# Клаус Уве Беннетер
Клаус Уве Беннетер (нім. Klaus Uwe Benneter; 1 березня 1947, Карлсруе) — німецький соціалістичний політик, у 1977 році лідер молодіжної організації СДПН, в 2004—2005 — генеральний секретар СДПН. Відомий лівими політичними поглядами і близькістю до Герхарда Шрьодера.

## Юрист-соціаліст
Народився в сім'ї баденських євангелістів. Після закінчення середньої школи в 1966—1971 навчався на юридичному факультеті Вільного університету Берліна. З 1971 по 1974 стажувався в суді. З 1975 працював адвокатом, з 1985 — нотаріусом.
Клаус Уве Беннетер з ранньої юності перейнявся лівими соціалістичними ідеями. У 1965 році вступив в СДПН і її молодіжну організацію «Молоді соціалісти» (JUSOS). У 1974—1977 був заступником голови JUSOS Хайдемарі Вечорек-Цойль. У 1977 році був обраний головою «Молодих соціалістів».

## Виключення з партії
Молодіжна організація традиційно займала більш ліві позиції, ніж СДПН в цілому. У другій половині 1970-х рр. в ній домінувала концепція Stamokap — характеризувала суспільний устрій ФРН як державно-монополістичний капіталізм, проти якого слід вести революційну класову боротьбу. Виступаючи з цих позицій, Клаус Уве Беннетер характеризував Німецьку компартію як «політичного опонента» соціал-демократів, тоді як ХДС/ХСС — як партію «класового ворога». Беннетер виступав за політичне співробітництво СДПН з МКП. Своїми епатажними виступами він заробив прізвисько Benni der Bürgerschreck — Бенні — Лякало бюргерів.
СДПН була тоді правлячою партією ФРН, і така позиція йшла врозріз з курсом соціал-демократичного канцлера Гельмута Шмідта. На вимогу партійного керівництва Клаус Уве Беннетер був виключений з партії. «Справа Беннетера» було помічено в СРСР і використовувалося пропагандистським апаратом. Внутрішньопартійна колізія СДПН подавалася як «переслідування інакомислення в Західній Німеччині».
Наступником Беннетера на чолі JUSOS став Герхард Шредер, майбутній лідер СДПН і канцлер ФРН. Між Шредером і Беннетером встановилися тісні політичні та особисті зв'язки.

## Відновлення в партії
У 1983 році Клаус Уве Беннетер за ініціативою Герхарда Шредера відновив членство в СДПН. Беннетер дотримувався колишніх лівих поглядів, але тепер належав до політичного оточення Шредера, який поступово зміцнював свої позиції в партії.
З 1989 року Беннетер знову став займати провідні партійні пости. Після об'єднання Німеччини в 1990—1996 був скарбником, в 1996—2000 — заступником голови берлінської організації СДПН.
Позиції Клауса Уве Беннетера зміцнилися з 1998, коли СДПН перемогла на виборах в бундестаг і Герхард Шредер зайняв посаду федерального канцлера. У 1999—2002 Беннетер був членом Палати депутатів Берліна. Виступав проти коаліції СДПН з ХДС, за співпрацю з Партією демократичного соціалізму (колишня СЄПН). Як юрист ініціював розслідування фінансових надходжень в касу ХДС.

## Сподвижник канцлера Шредера
На виборах 2002 Беннетер став депутатом бундестагу від СДПН. Був переобраний на виборах 2005. Був у парламентськый комісії по федералізму і муніципальный політиці, був радником фракції з правових питань. Давав також приватні юридичні консультації.
Апогей політичного впливу Клауса Уве Беннетера припав на середину 2000-х. 21 березня 2004 року він зайняв пост генерального секретаря СДПН. У цей період Беннетер вважався найближчим сподвижником і довіреною особою канцлера Шредера. Це відбилося, зокрема, в діяльності Беннетера на російському напрямку, яке займало важливе місце у зовнішній політиці Шредера.
Восени 2005 року Беннетер відвідав Москву, зустрічався з представниками КПРФ і «Єдиної Росії», а також з майбутнім президентом і прем'єр-міністром РФ Дмитром Медведєвим, в той час головою адміністрації президента РФ. Візит та переговори Беннетера розглядалися як прагнення уряду Шредера зміцнити контакти з РФ і вираження заклопотаності СДПН "переможною ходою «кольорових революцій».
Тоді ж, у жовтні 2005, Беннетер публічно спростовував чутки про намір Шредера піти з політики і стати радником російського «Газпрому». Два місяці потому Шредер прийняв оплачувану посаду в консорціумі Північно-Європейський газопровід, найбільшим акціонером якого був «Газпром». Таким чином, політично мотивоване спростування Беннетера не відповідало істині.

## Після поразки
Після виборів вересня 2005 відбулася зміна уряду ФРН. Герхард Шредер пішов у відставку, федеральним канцлером стала представник ХДС Ангела Меркель. 15 листопада 2005 року Клаус Уве Беннетер залишив пост генерального секретаря СДПН і залишився опозиційним депутатом бундестагу.
Вибори 2009 принесли СДПН нищівної поразки, відповідальність за яке була покладена в тому числі на Беннетера. Він позбувся депутатського мандата і повернувся до юридичної практики.
Крім політики, Клаус Уве Беннетер відомий також як голова Червоного Хреста в Steglitz-Целендорфе. Хобі Клауса Уве Беннетера — розведення голубів.
Клаус Уве Беннетер вдівець, має дорослого сина.